# Sara Tancredi
Dr. Sara Tancredi interpretată de Sarah Wayne Callies, este un personaj din serialul de televiziune Prison Break difuzat de Fox.
.Sara Tencredi a fost doctoriță la penitenciarul Fox River dar si a pierdut postul deoarece in noaptea evadarii celor 7 deținuți a fost rugată de Micheal Scofield sa lase usa de la infirmerie deschisa ca deținuți sa poata evada.Sara a lasat usa deschisa deoarece avea o slabiciune față de Micheal...In urmatoarele sezoane Micheal si Sara devin un cuplu si trec prin multe peripeții.